# Księga Jonasza
Księga Jonasza – jedna z ksiąg prorockich Starego Testamentu. Zaliczana jest tradycyjnie do ksiąg prorockich, choć w Księdze Jonasza nie pada ani razu czasownik hebrajski „prorokować”. Jonasz nie został też w niej nazwany „nabi”, czyli prorokiem, nie wypowiada też ani jednego proroctwa. Jonasz zaliczony jest do grupy dwunastu proroków mniejszych.

## Autor

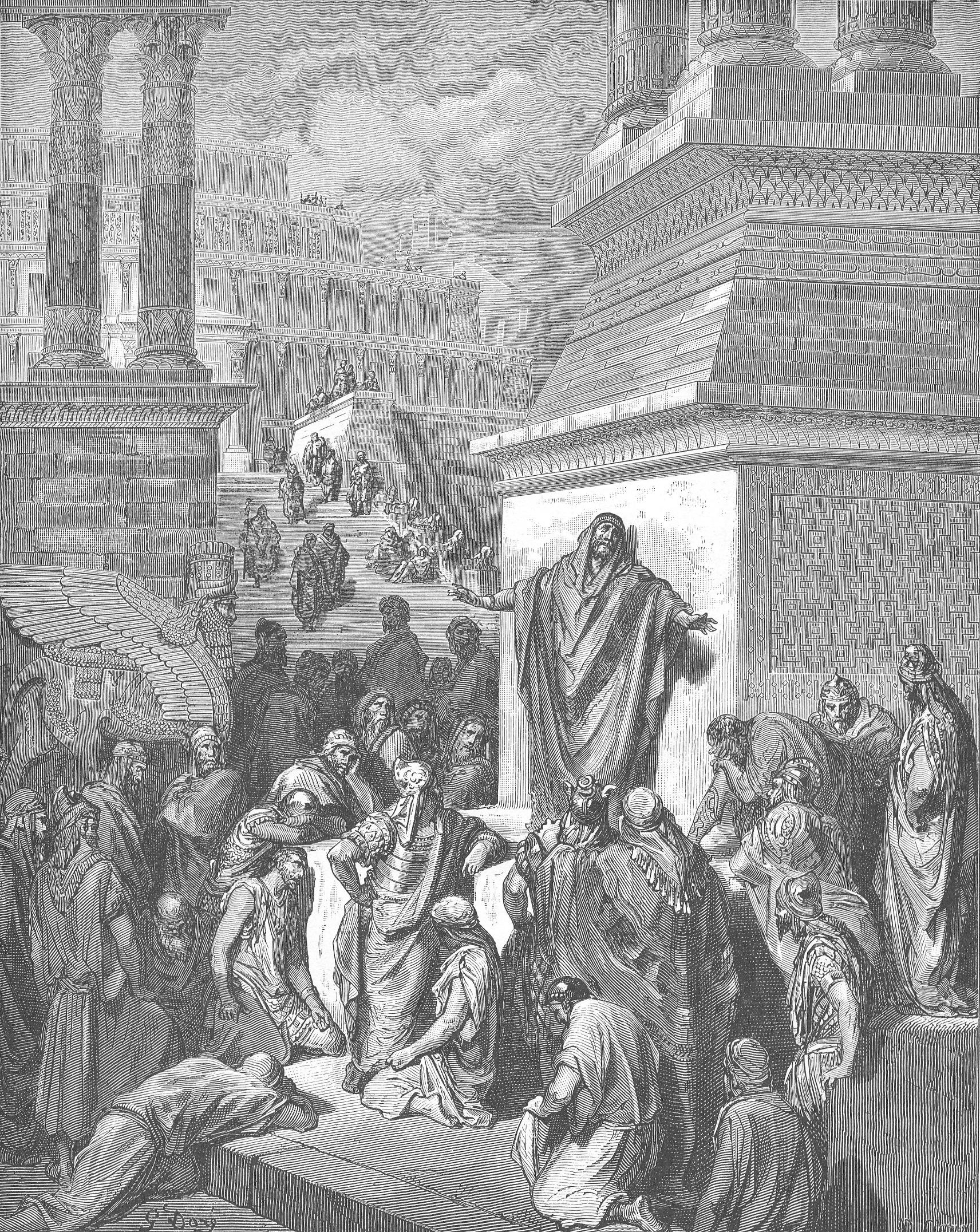
Jonasz głosi w Niniwie, grafika Gustawa Doré

Autorstwo tej księgi tradycyjnie przypisuje się Jonaszowi. Prorok ten był synem Amittaja z Gat-Chefer w Galilei, na terytorium Zebulona. Jonasz żył za panowania Jeroboama II, to jest mniej więcej w I połowie VIII w. przed Chr., w królestwie północnym, zwanym także królestwem Izraela. Jedyna wzmianka o nim pojawia się w 2 Krl 14,25. Jednak Jonasz opisany w księdze Jonasza nie jest tą samą osobą, co żyjący w VIII w. prorok. Wskazują na to znaczne błędy historyczne, geograficzne, i polityczne, a także nieznajomość epoki autora. Obecnie przyjmuje się, że rzeczywisty autor żył między VI a IV w. przed Chrystusem. Argumentem za dość późną redakcją Księgi jest język użyty w tekście tj. połączenie zwrotów hebrajskich i aramejskich. Wiele z nich wyraźnie wskazuje nam epokę historyczną, w której zostały użyte. Dodatkowo autor księgi naśladuje styl innych ksiąg biblijnych, które datuje się na lata znacznie wcześniejsze niż lata życia historycznego proroka Jonasza.

## Treść
Jonasz zostaje wysłany przez Boga do Niniwy, której mieszkańcom ma ogłosić wyrok Boży (całkowita zagłada miasta), za zło którego się dopuszczają jeśli nie okażą skruchy. Jonasz postanawia zrezygnować z tego zadania i ucieka. Wsiada na statek, który płynie do Tarszisz. Na pełnym morzu statkiem zaczyna miotać sztorm. Marynarze przestraszeni, próbują ustalić kto/co jest przyczyną ich nieszczęść. Dopiero wtedy Jonasz przyznaje, że jest on Hebrajczykiem, czcicielem Jahwe, i że ucieka od zadania, które mu wyznaczył Bóg. Mówi, by wyrzucili go do morza, co oni po nieskutecznych próbach ratowania statku czynią, wtedy morze się uspokaja.
Bóg posyła wielką rybę, aby połknęła Jonasza, i prorok przebywa w jej brzuchu trzy doby. Przez cały ten czas Jonasz modli się do Boga, wołając o pomoc i oświadcza, iż teraz spełni to, co ślubował. Na rozkaz Boga, ryba wypluwa Jonasza na suchy ląd.
Bóg powtarza Jonaszowi swój nakaz. Tym razem prorok posłusznie wypełnia swoje zadanie, udając się do Niniwy i głosząc jej mieszkańcom przez czterdzieści dni. Mieszkańcy dają posłuch Jonaszowi i zaczynają wierzyć Bogu, okazują skruchę i Bóg miłosiernie oszczędza miasto.
Jonasz nie może się z tym pogodzić, stwierdza, że od samego początku wiedział, że Bóg ocali miasto i dlatego uciekał do Tarszisz. Niezadowolony i rozgoryczony, robi szałas niedaleko miasta i czeka, pragnąc zobaczyć co się teraz stanie. Bóg sprawił, że obok wyrósł krzew rycynusowy, dając Jonaszowi cień. Jonasz bardzo się ucieszył tym krzewem, ale następnego ranka Bóg zesłał robaczka, który uszkodził krzew, a potem Bóg zesłał gorący wschodni wiatr, który razem z prażącym słońcem osłabił Jonasza. Jonasz życzył sobie śmierci i mówił „Lepiej dla mnie umrzeć aniżeli żyć". Na to rzekł Bóg do Jonasza „Czy słusznie się oburzasz z powodu tego krzewu?" Odpowiedział „Słusznie gniewam się śmiertelnie". Rzekł Bóg: „Tobie żal krzewu, którego nie uprawiałeś i nie wyhodowałeś, który w nocy wyrósł i w nocy zginął. A czyż Ja nie powinienem mieć litości nad Niniwą, wielkim miastem, gdzie znajduje się więcej niż sto dwadzieścia tysięcy ludzi, którzy nie odróżniają swej prawej ręki od lewej, a nadto mnóstwo zwierząt?"

## Przesłanie
Opowiadanie o Jonaszu jest dydaktyczną opowieścią o charakterze uniwersalnym, wręcz ahistorycznym. Pierwotnie, miała za zadanie uświadomić Izraelitom, że poganie są równorzędnymi dziećmi Boga. Znaczenie całej narracji jest skierowane przeciwko partykularyzmowi religijnemu Izraelitów. Księga kończy się pytaniem, czy Bóg ma prawo obdarzyć miłosierdziem tych, którzy na to nie zasługują. Księga w pozytywny sposób ocenia pogan, jako „bojących się Jahwe”. Wiara i pokuta Niniwitów silnie kontrastuje z wadami proroka. Przez swoją chętną postawę wobec Jonasza jawią się jako godniejsi tego miłosierdzia w porównaniu z Izraelitami.
Św Hieronim ucieczkę proroka Jonasza przed Bogiem odnosił ogólnie do człowieka, który wzgardził przykazaniami Boga, odszedł od Jego oblicza i oddał siebie światu.

## Historyczność
Przez dłuższy czas sądzono, że Księga Jonasza opisuje wydarzenia historyczne. Dziś powszechnie uważa się, że jest ona fikcją literacką i może należyć do gatunków literackich takich jak: parabola, parabola prorocka, opowiadanie paraboliczne (hebr. maszal), alegoria, parodia, satyra, ironia, midrasz, czy też historia dydaktyczna. Jednak nadal niektórzy bibliści bronią historyczności Księgi Jonasza, zwłaszcza bibliści wyznania protestanckiego. Dosłownie Księgę Jonasza interpretują też Świadkowie Jehowy. Wprawdzie kaszaloty i duże rekiny mogące połknąć w całości człowieka nie są nieznane we wschodniej części Morza Śródziemnego, ale większość badaczy uznaje opowieść o połknięciu Jonasza przez wielką rybę (hebr. gadowl dag) za niehistoryczną. Niehistoryczne jest także nawrócenie Niniwy. Okres asyryjski jest dobrze udokumentowany i nie ma śladu takiego zjawiska w żadnych znanych nam dokumentach. Autor znał Niniwę tylko z historii, gdyż w momencie jego życia już nie istniała (Niniwa została zburzona w 612 r. przed Chrystusem).